# La terza menzogna
La terza menzogna (Le Troisième Mensonge) è un romanzo del 1991 scritto da Ágota Kristóf. Con i precedenti romanzi Il grande quaderno del 1986 e La prova del 1988 diverrà il terzo libro della Trilogia della città di K.

## Trama
I temi dei precedenti capitoli vengono ribaltati e pare che la verità venga lentamente e inesorabilmente svelata. 
Viene raccontata la storia dei due gemelli, separati in tenera età a causa di un tragico evento durante il quale Lucas viene incidentalmente ferito e in seguito mandato in un ospedale per la riabilitazione. Ecco dunque la causa reale della separazione dei gemelli: un proiettile esploso dalla madre contro il padre fedifrago colpisce Lucas che rimarrà paralizzato per anni. Il padre muore, la madre diventa pazza, Claus resta solo.  
La storia, si confonde con flashback e sogni, pure stavolta Claus oltrepassa la frontiera, ma non dietro al padre ma a uno sconosciuto che a sua volta morirà sopra una mina. Tutto quel che sapevamo diventa ambiguo. 
Più avanti nel tempo, i gemelli si cercheranno a vicenda. Claus, che nel frattempo diventa Klaus, scrittore che si firma Klaus Lucas T., quando viene rintracciato dal fratello cinquantenne, non vuole credere che Lucas sia vivo e confuta ogni possibile parentela. La storia avrà un epilogo ineluttabile e doloroso: Lucas dopo aver incontrato Klaus si uccide e chiede di essere sepolto vicino ai genitori che il fratello gli aveva fatto credere morti, ma resta il dubbio che la madre lo sia davvero. Nell'ultima straziante quanto nichilista scena, Klaus pensa di uccidersi proprio come il fratello, spiegando come la sua vita non abbia avuto e non abbia tuttora senso.